# Объектные мины
Объектная мина — мина, предназначенная для разрушения или выведения из строя, повреждения различных неподвижных или подвижных объектов противника (здания, мосты, плотины, шлюзы, заводские цехи, доки, стапеля, участки дорог, причалы, нефте и газопроводы, водонасосные станции, очистные сооружения, крупные емкости с горючим и газом, фортификационные сооружения, подвижный железнодорожный состав, автомобили, бронетехника, аэродромные сооружения, турбины электростанций, нефтяные вышки, нефтяные насосы и т.д.).

## Классификация объектных мин
По способу причинения вреда:
- Фугасные;
- Кумулятивные.

По степени управляемости:
- Управляемые (Взрыв производится при помощи сигнала по проводам или радио);
- Неуправляемые (Взрыв происходит по истечении промежутка времени).

По извлекаемости и обезвреживаемости:
- Извлекаемые обезвреживаемые;
- Извлекаемые необезвреживаемые;
- Неизвлекаемые необезвреживаемые.

По типу применяемого взрывчатого вещества:
- с химическим взрывчатым веществом;
- с ядерным взрывчатым веществом (состоят на вооружении стран "Ядерного клуба").

## Установка
Объектные мины устанавливаются только вручную. Специальных средств дистанционной установки объектных мин на данный момент не существует.

## Самоликвидация
Чаще всего устанавливается система самоликвидации, которая переводит мину в незаведенное (безопасное) состояние.